# 시모사만자키역
시모사만자키역(일본어: 下総松崎駅, しもうさまんざきえき 시모사만자키에키[*])은 일본 지바현 인바군 사카에정에 있는 동일본 여객철도의 철도역이다.

## 역 구조
상대식 승강장으로 2면 2선의 지상역이다. 목조식 역사를 가지고 있다. JR 지바 철도 서비스에 영업이 위탁되어 있다.

### 승강장
북쪽에 위치한 역사에서부터 승강장 순서가 정해져있다.
| 1 | ■ 나리타선 | 나리타 방면          |
| 2 | ■ 나리타선 | 아비코 · 우에노 방면 |

## 역사
- 1901년 8월 10일 - 나리타 철도 나리타 ~ 아지키 간 사이에 만자키 역으로서 개업하였다.
- 1920년 9월 1일 - 매수에 따라 일본국유철도의 소속이 되었으며, 시모사만자키 역으로 개칭되었다.
- 1973년 10월 1일 - 나리타선 아비코 지선이 전철화되었다.
- 1987년 4월 1일 - 민영화에 따라 동일본 여객철도의 소속이 되었다.
- 2001년 11월 18일 - 스이카의 사용이 개시되었다.

## 인접역
| 동일본 여객철도 나리타선 (아비코 지선) | 동일본 여객철도 나리타선 (아비코 지선) | 동일본 여객철도 나리타선 (아비코 지선) |
| -------------------------------------- | -------------------------------------- | -------------------------------------- |
| 아지키 시나가와 방면                   | ■ 나리타선 아비코 지선                 | 나리타 방면                            |